# 社寺局
社寺局（しゃじきょく）は、明治政府の一局である。
神社および寺院、天理教や黒住教などの新宗教を含めて、宗教に関する全ての行政を管掌した。
1877年（明治10年）、教部省が廃止されたのち、内務省に置かれた。
1900年（明治33年）4月に神社局と宗教局の二つに分かれた。寺院、キリスト教・新宗教は宗教局に移管された。

## 歴代局長
- 足立正声：1877年（明治10年）1月19日 - 1878年（明治11年）3月6日
- 桜井能監：1878年（明治11年）3月7日 - 1883年（明治16年）10月27日
- 丸岡莞爾：1883年（明治16年）10月27日 - 1886年（明治19年）3月3日
- 丸岡莞爾：1886年（明治19年）3月3日 - 1888年（明治21年）9月28日
- 国重正文：1888年（明治21年）10月29日 - 1893年（明治26年）6月1日
- 阿部浩：1893年（明治26年）6月1日 - 1896年（明治29年）1月18日
- （心得）安広伴一郎：1896年（明治29年）1月18日 - 1896年（明治29年）2月7日
- 安広伴一郎：1896年（明治29年）2月7日 - 1897年（明治30年）4月19日
- （心得）大谷靖：1897年（明治30年）4月19日 - 5月13日
- （心得）久米金弥：1897年（明治30年）5月13日 - 8月30日
- 久米金弥：1897年（明治30年）8月30日 - 1898年（明治31年）10月24日
- （心得）水野錬太郎：1898年（明治31年）10月24日 - 11月28日
- 斯波淳六郎：1898年（明治31年）11月28日 - 1900年（明治33年）4月27日